# Okręg Périgueux
Okręg Périgueux (fr. Arrondissement de Périgueux) – okręg w południowo-zachodniej Francji. Populacja wynosi 184 tysiące.

## Podział administracyjny
W skład okręgu wchodzą następujące kantony:
- Brantôme,
- Excideuil,
- Hautefort,
- Montagrier,
- Montpon-Ménestérol,
- Mussidan,
- Neuvic,
- Périgueux-Centre,
- Périgueux-Nord-Est,
- Périgueux-Ouest,
- Ribérac,
- Saint-Astier,
- Saint-Aulaye,
- Saint-Pierre-de-Chignac,
- Savignac-les-Églises,
- Thenon,
- Vergt,
- Verteillac.